# Cypha punctum
Cypha punctum är en skalbaggsart som först beskrevs av Victor Ivanovitsch Motschulsky 1857.  Cypha punctum ingår i släktet Cypha, och familjen kortvingar. Enligt den svenska rödlistan är arten otillräckligt studerad i Sverige. Arten förekommer i Götaland och Svealand. Artens livsmiljö är våtmarker, havsstränder, jordbrukslandskap.